# Октябрьская революция и создание белорусской государственности
Октябрьская революция и создание белорусской государственности, Белорусско-большевистский конфликт, Конфликт между Советом Всебелорусского съезда и Облисполкомом, Большевистский переворот в Белоруссии — политическое и вооруженное противостояния, воинских частей которые поддерживали Великую белорусскую раду и подчинялись Центральной белорусской военный раде с одной стороны, и с другой стороны отряды Красной гвардии большевиков Западной области , Российской Социалистической Республике в конце 1917 начале 1918 года.

## Название
В современной белорусской историографии нет единого названия для периода от Октябрского переворота до провозглашения БНР.
В основном используется вариант «Октябрьская революция и создание белорусской государственности».
Современный польско-белорусский историк Олег Латышонок для данного периода истории использует несколько названий: Белорусско-большевистский конфликт и Большевистский переворот в Белоруссии.

## История
В начале декабря 1917 года возникли противоречия между белорусским национальным движением и местным большевистским руководством, которое захватила власть в регионе при помощи восставших частей Западного фронта.
2 декабря 1917 пленум большевистского исполкома Западной области и Западного фронта рассмотрели вопрос «национализации» армии, то есть формирования национальных воинских частей. Единственный белорус среди комиссаров, моряк Б. Муха потребовал от Исполкома либо разрешить создание белорусских полков, либо не разрешать создание национальных полков никому. Пленум принял решение распустить польские части и не допустить создание белорусских частей.
5 декабря прошло заседание СНК Западной области и фронта, на котором выступил с докладом латыш Кароль Ландер, о так называемой "враждебной деятельности белорусских националистов", на этом собрании было принято решение распустить Центральную белорусскую военную раду, а её деятелей арестовать и предать суду революционного трибунала.
В это же время 4 −5 декабря проходило второе пленарное заседание ЦБВР, вместо Д. Мамоньки заместителем был избран студент Томаш Гриб.
5 декабря в Минске собрались 1872 делегата от Минской, Могилевской, Витебской, Смоленской, Гродненской губерний. На этом же съезде были предстваленны две крупнейшие конкурирующие национальные организации Великая белорусская рада и Белорусский областной комитет, который представлял восточные губернии Белоруссии. Активисты БОК старались взять на себя управление белорусским национальным движением из рук ВБР, в большинстве своём они были членами партии социалистов-революционеров. Первоначально БОК планировал созвать свой Всебелорусский съезд на 15 декабря в Рогачеве в Могилевской губернии, на что получили разрешение от Владимира Ленина и Иосифа Сталина.
Увидя, что ВБР удалось провести съезд в Минске, БОК согласилась объединить два съезда. При этом не отказались от своего съезда в Рогачёве 15 декабря, управление которым они рассчитывали взять на себя. Участвовать в съезде в Рогачёве согласилась ВБР так как БОК пользовался поддержкой Москвы и белорусского крестьянства, чего не добилась ВБР. Проведение съезда в Рогачёве означало распад единого национального движения.
Несмотря на соглашение между БВР и БОК о совместном проведении съезда, часть пророссийски настроенных делегатов выступила против съезда в Минске, тогда ЦБВР пригрозила им арестом. На съезде было провозглашено право белорусов на создание национального государства, однако его участники чётко поделились за политическими взглядами на запад и восток, первые в лице БСГ выступали за независимость Белоруссии, вторые в лице БОК видели Белоруссию только в составе России. Благодаря угрозам ЦБВР съезд был открыт 14 декабря.

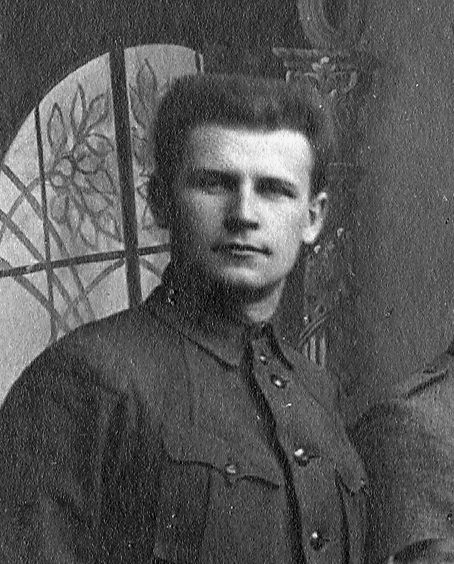
В 1917—1918 Езовитов, Константин Борисович был заместителем председателя Центральной белорусской военной рады

Активный участник белорусского национального движения генерал-лейтенант Константин Алексеевский об этом съезде писал: "То, что белорусы пережили на Съезде, что они перечувствовали, ими не забудется никогда и будет передаваться от одного к другому сыну белорусской земли, под чьей бы опекой она ни была".
Более половины делегатов съезда были военные, они играли важную роль в съезде. Председателем съезда вначале был избран голова Центральной Белоруской Военной Рады С. А. Рак-Михайловский. Через несколько дней в связи с внутренней борьбой Рак-Михайловский был заменён другим членом ЦБВР Яном Середой.
В это же время когда проходил съезд, проходили многочисленные съезды белорусских военных. Например в конце ноября состоялся съезд 3-го корпуса Западного фронта, а 1-4 декабря проходил съезд 2-й армии в Невеле. 3 декабря в Одессе прошел съезд белорусов Румунского фронта. 15-20 декабря в Киеве прошел съезд солдат Юго-Западного фронта. В то же время прошли съезды военных округов . В Смоленске прошел съезд солдат-белорусов. Были также многочисленные собрания в военных частях.
Все съезды и собрания белорусских солдат отправляли на Первый всебелорусский и в Центральную Белорусскую Военную Раду декларации с поддержкой автономии Белоруссии как федеративной части Российской республики, также солдаты присылали требования о создании белорусской армии.
Организации белорусских военных в Могилевской губернии потребовали от большевиков распустить формируемые польские части. Исполнительный комитет Могилевского Совета рабочих и солдатских депутатов обратился к верховному главнокомандующему с предложением начать формирование Белорусской армии из демобилизованных белорусов используя ЦБВР и Ставку Верховного главнокомандующего . Также 4-й съезд крестьянских депутатов Могилевской губернии потребовал от большевиков, вывести польские части с Белоруссии, угрожая тем что в случае невыполнения этого требования в губернии прибудут белорусские части.
Столкнувшись с нежеланием формировать и враждебным отношением руководства Западного фронта к формируемым белорусским частям, процесс формирования белорусских частей продолжился без участия официальных структур. В районе Пскова лейтенант Езовитов начал формировать белорусский полк уланов. После создания полк перевели в Белоруссию в город Красна под Оршой под названием Белорусского конного полка. Этим крупным формированием командовал капитан Р. Якубеня. В Смоленске районный съезд солдат-белорусов, как писалось в заявлении: постановил создать 1-й Смоленский белорусский полк путем пополнения его беларуссами 377-й витебской дружины. В Одессе из белорусов Одесского военного округа началось формирование Белорусского батальона.
Многочисленные белорусские воинские части которые создавались на разных фронтах пытались связаться с генералом Киприаном Кондратовичем, который занимался формированием белорусской армии, но попытки были безрезультатны. Поддержку, советы и инструкции солдаты получали только от младших офицеров ЦБВР и руководства его политического отдела. Терпение младшего офицерского состава лопнуло, когда Кондратович разорвал письмо, которое ему принесли на подпись. В конце концов члены президиума ЦБВР заявили что покинут военное ведомство если его будет возглавлять Кондратович. Исполком ЦБВР отстранил от руководства генерала Кондратовича, вместо него был назначен полковник Константин Езовитов.
В это время большевистский ставленник Николай Крыленко, которого назначили главнокомандующим, издал приказ о запрете создания национальных частей и запрет на созывы национальных съездов в зоне фронта. Этот приказ был направлен в первую очередь на украинцев и поляков, однако командир Западного фронта Мясников использовал также против белорусов и 8 декабря издал приказ о ликвидации I Белорусского полка, который находился в Минске, и включении бойцов полка в состав 289-го запасного полка. ЦБВР согласилась выполнить приказ и влить бойцов в состав 289 полка рассчитывая получить снабжение и вооружение. После этого ЦБВР направляли прибывших добровольцев белорусов в 289 полк надеясь взять его под свое командование.
Приказ Крыленко вызвал резкий протест со стороны Белорусской военной рады 12-й армии Северного фронта (председатель Макаревич), 9 декабря он отправил телеграмму к Крыленко с требованием возобновить создание белорусских воинских частей. В 12 -й армии была уже проведена работа по «белорусизации» нескольких частей. БВР приказала своим комиссаром продолжить «белоруссизацию», несмотря на действия русских. Из за этого некоторые комиссары были арестованы на короткое время.
11 декабря состоялось заседание военного отдела Первого Всебелорусского съезда. П. Алексюк воспользовавшись тем что большинство членов ЦБВР участвовали в заседании, внес предложение превратить заседание в сессию ЦБВР. На заседании на котором председателем был П. Алексюк были подтверждены текущие требования о создании белорусских воинских частей и перевода их в Белорусь. ЦБВР также потребовала отмены приказа Крыленко о запрете создания белорусских частей и подтвердила право белорусов на формирование национальной армии, также ЦБВР приказала сформировать в Минске 1-й Белорусский полк, и уровняла все белорусские военные комитеты (Исполнительный комитет ЦБВР, комитет фронта, комитет армий, и др) с российскими военными комитетами.
Между тем большевистское руководство Западной области и фронта решили разобраться со всеми белорусскими организациями одним махом. В Минск были стянуты красноармейские части охрана и патрули были утроены.
В ночь с 17 на 18 декабря большевики разоганали Первый всебелорусский съезд, арестовали членов президиума и нескольких депутатов. В эту же ночь большевики выгнали все белорусские организации с Дома губернатора, в ответ на это исполком ЦБВР занял здание на улице Милиции куда переехали белорусские организации. А белорусский исполнительный комитет Западного фронта разместился в здании по улице Коломенской.
Разгон съезда рассматривался делегатами как «акт надругательства над белорусским народом, совершенном через наплывным элементом насильников-чужаков. После этого каждый искренний белорус ещё с большей энергией, с большим огнем будет работать на благо страдающей матери Беларуси», - так писал 31 декабря 1917 г. в газете «Вольная Беларусь» делегат съезда И. Нялепка.
Несмотря на то что большинство делегатов съезда были военными, у них не было не какой решимости бороться с большевиками. Участники съезда ограничились маршем в ходе которого они пели траурные песни. Разгон I Всебелорусского съезда, решения которого стали политическим ориентиром в дальнейшем развитии белорусского национального движения, имел много последствий. Одним из них было создание 18 декабря 1917 г. на заседании активистов и части президиума съезда Исполкома совета съезда во главе с лидером народнической крыла БСГ Т. Грибом. утром 18 декабря на заседании в помещении железнодорожного депо Либаво-Роменской железной дороги совет постановил:
1) считает Всебелорусский съезд насильно разагнаным;
2) совет съезда признать исполнительным органом съезда, обязанностью которого является проведение в жизнь всех решений и постановлений съезда;
3) дополнить совет съезда делегатами от землячеств и других групп, которые направляют своих представителей от съезда в совет и предоставить им право отвода, отзыва.
На заседание прибыли К. Ландер и Мячников и потребовали собравшихся покинуть помещение, им воспротивились железнодорожники которые их преследовали и угрожали расправой.
А. Мясников и К. Ландер организовали в Минске 20 декабря парад победы, но дальнейших действий они не предпринимали так как это превышало их полномочия . Центральная власть была завалена протестами со стороны белорусских организаций, а в Минске, Могилеве, Витибске, Орше, Полоцке, Игумене, прошли митинги протеста. Петроградское правительство ответило белорусским организациям в Москве и Петрограде и Исполнительному комитету съезда, что Совет Народных Комиссаров признает право нации на самоопределение: вплоть до отделения
Те кто отвечали за разгон съезда получили резкое предупреждение от правительства.

## События
- Первый Всебелорусский съезд
- Разгон белорусских организаций в Минске
- Бой за Бобруйск
- Арест Центральной Белорусской Войсковой Рады
- Бои за Бобруйск
- Восстание в Витебске
- Минское восстание

## Силы сторон

### Белорусские части
В конце 1917 года ЦБВР приступила к формированию белорусской армии, по словам К. Джезовита она должна была называться Белорусская Народная Красная Гвардия, а А. Чочлов предлагал назвать армию Белорусская Народная Социалистическая Гвардия, её отделы должны были быть в Минске, Бобруйске, Рогачеве, Могилеве, Борисове.
В конце 1917 года белорусские части были созданы в Витибске, Смоленске, Орше, Лунинце, Одессе, а также 4-й Белорусский полк на Румынском фронте.
- I Смоленский Белорусский полк — реализовать не получилось.
- I Белорусский полк — создан в Минске 350 бойцов охранял 1-й Всебелорусский съезд. 8 декабря 1917 решением Мясникова включен в состав 289-го запасного полка (был под влиянием ЦБВР). В конце 1917 года переброшен на линию железных дорог Минск — Витебск — Смоленск, в начале 1918 из за отсутствия снабжения самороспустился .
- Белорусский конный полк — создан возле Пскова в начале 1918 командир Якубеня базировался в районе Орши .
- І Минский белорусский полк — создан в феврале 1918 в Минске.
- І — й гусарский белорусский национальный полк — создан приказом Тарогина от 14 января 1918.
- 4-й Белорусский корпус — 21 января 1918 создан постановлением Д. Щербачова на Румунском фронте.
- 357-я Витебская дружина — указом от 23 января 1918
- 401-я Минская дружина — указом от 23 января 1918

### Польские национальные формирования
В начале 1918 года части 1-го Польского корпуса под командованием Довбор-Мусницкого участвовал в боях с большевиками на территории белоруссии где одержали ряд побед. Штаб корпуса находился в Минске. Среди бойцов корпуса от 40 % до 60 % были белорусами католиками Виленской и Минской губерний. В Бобруйске польские части разбили белорусский полк.
- 1-й Польский корпус